# Max Blösch
Max Blösch   (Olten, 27 de juny de 1908 - Solothurn, 9 d'agost de 1997) fou un jugador d'handbol suís que va competir durant la dècada de 1930.
El 1936 va prendre part en els Jocs Olímpics de Berlín, on guanyà la medalla de bronze en la competició d'handbol.
Professor d'educació física i gimnàstica, dedicà el temps lliure a l'observació de les aus, en especial de les cigonyes. Dedicà molts esforços en afavorir la reintroducció d'aquesta espècia a Suïssa, ja que a mitjans del segle xx es considerava extinta. Pels seus serveis com a pare de les cigonyes, Blösch va obtenir un doctorat honorífic per la Universitat de Berna el 1983 i el 1985 va rebre el Premi Adele Duttweiler.